# Grosphus angulatus
Espèce
Grosphus angulatus est une espèce de scorpions de la famille des Buthidae.

## Distribution
Cette espèce est endémique de la région d'Alaotra-Mangoro à Madagascar. Elle se rencontre vers Moramanga.

## Description
La femelle holotype mesure 51 mm, les femelles mesurent de 48 à 52 mm.

## Systématique et taxinomie
Cette espèce a été décrite par Lowe et Kovařík en 2022.

## Publication originale
- Lowe & Kovařík, 2022 : « Reanalysis of Teruelius and Grosphus (Scorpiones: Buthidae) with descriptions of two new species. » Euscorpius, no 356, p. 1-105 (texte intégral).